# Косьмін (Мазовецьке воєводство)
Косьмін (пол. Kośmin) — село в Польщі, у гміні Груєць Груєцького повіту Мазовецького воєводства.
Населення — 250 осіб (2011).
У 1975-1998 роках село належало до Радомського воєводства.

## Демографія
Демографічна структура станом на 31 березня 2011 року:
|          | Загалом | Допрацездатний вік | Працездатний вік | Постпрацездатний вік |
| -------- | ------- | ------------------ | ---------------- | -------------------- |
| Чоловіки | 137     | 37                 | 90               | 10                   |
| Жінки    | 113     | 19                 | 77               | 17                   |
| Разом    | 250     | 56                 | 167              | 27                   |